# 땅거미 지뢰
땅거미 지뢰(영어: Widow Mine)는 스타크래프트 2 종족인 테란의 유닛이다. 군수공장에서 생산이 가능한 유닛이다.

## 특징
땅거미 지뢰는 스타크래프트 2에서 새롭게 추기된 유닛으로 전작의 시체매가 심었던 부속품 유닛인 거미 지뢰를 대체하는 유닛이다. 땅거미 지뢰의 영어 이름인 Widow Mine는 한글로 그대로 음역하면 위도우 마인이 된다. 테란의 무인전투로봇인 유닛으로 전작의 거미 지뢰와 달리 지대공 공격도 가능하며 플레이어가 조종이 가능하고 직접 적과 싸울 수 있는 실전 유닛으로 바뀌었다. 다만 전작의 거미 지뢰와 달리 실전 유닛으로 승격되었기 때문에 자원, 인구수, 생산 시간이 들어가며 땅거미 지뢰를 생산하는데 필요한 자원, 인구수, 생산 시간은 광물:75, 가스:25, 인구수:2가 된다. 하지만 땅거미 지뢰는 군수공장만 지으면 바로 생산이 가능하기 때문에 이런 점은 편리하게 작용하게 된다. 또한 전작의 거미 지뢰는 은폐 유닛을 자동으로 탐지했지만 땅거미 지뢰는 은폐 유닛을 자동으로 탐지하지 못하기 때문에 은폐 유닛들을 상대하려면 밤까마귀, 미사일 포탑, 사령부의 업그레이드 건물인 궤도 사령부의 스캐너 탐색의 도움을 받아야 한다. 땅거미 지뢰의 능력치는 체력:90, 기본 방어력:0, 감시 미사일을 통한 지대지와 지대공 공격력:125의 능력치를 가지고 있다. 감시 미사일의 공격은 특수 공격으로 분류되기 때문에 적의 방어력을 무시하며 광역 공격이 된다. 다만 전작의 거미 지뢰가 가진 아군 오폭 광역 공격의 단점이 땅거미 지뢰에도 그대로 작용되니 거미 지뢰를 운용할 때는 이런 점을 조심해야한다. 지대공이 가능한 메카닉 유닛이기 때문에 사이클론과 더불어 초중반 메카닉 테란의 지대공 유닛으로 활약하며 지대공이 되지않는 크루시오 공성 전차의 지대공 호위 유닛으로도 활용이 가능하다. 땅거미 지뢰의 업그레이드는 군수공장에 애드온된 기술실에서 하며 땅거미 지뢰의 업그레이드는 감시 미사일, 지뢰 활성화, 지뢰 비활성화, 천공 발톱, 은폐가 있다. 스타크래프트 2 캠페인과 협동전에서는 전작의 시체매와 거미 지뢰와 같이 사용하는 것이 가능하며 골리앗, 코브라, 크루시오 공성 전차 등등의 다른 메카닉 테란의 유닛들과 같이 조합해서 사용하면 효율이 좋은 유닛이 된다.

## 같이 보기
- 스타크래프트
- 테란